# Буден, Эжен
Эже́н-Луи́ Буде́н (фр. Eugène-Louis Boudin; 12 июля 1824, Онфлёр — 8 августа 1898, Довиль) — французский живописец-пейзажист, маринист, мастер живописного пленэра, преимпрессионист (предшественник импрессионизма), представитель нормандской школы. Оказал значительное влияние на одного из основателей импрессионизма Клода Моне.

## Биография
Буден родился 12 июля 1824 года в Онфлёре, старом портовом городке в Нормандии, в семье моряка Леонара-Себастьяна Будена (1790—1863) и судовой горничной Мари-Фелисите Бюффе (1793—1871), которая в 1821 году родила ему сестру по имени Роза Дезире и в 1827 году брата Луи.
В 1835 году семья переехала в Гавр. В десять лет Эжен Буден работал юнгой на пароходе, курсирующем между Гавром и Онфлёром. Впоследствии отец устроил его клерком у типографа Джозефа Морлента, затем у продавца канцелярских товаров Альфонса Лемаля. В следующем году он начал работать помощником в багетной мастерской.
Эжен учился живописи в Гавре, затем в Париже у известного мариниста Эжена Изабе. Большую часть своей жизни Буден прожил на севере Франции; посещал Бельгию, Голландию, Италию.
В 1844 году Эжен Буден вместе с партнёром основал магазин канцелярских товаров и багетов, где выставлял работы приезжих художников. Он познакомился с местными живописцами, связанными с барбизонской школой, посещал курсы в муниципальной рисовальной школе Гавра.
В 1844 году при поддержке Жана-Франсуа Милле и Тома Кутюра он оставил мир коммерции и посвятил себя только живописи. В 1847 году Буден переехал в Париж. В Лувре он копировал работы старых фламандских и голландских мастеров, писал пейзажи окрестностей Парижа. Буден познакомился с художником Гюставом Курбе и поэтом Шарлем Бодлером. Пользовался советами «барбизонцев» Жана-Франсуа Милле и Констана Тройона. На формирование его творческого метода оказала влияние живопись Я. Б. Йонгкинда.
Клод Моне считал Эжена Будена своим первым и единственным учителем: он оказал значительное влияние на формирование импрессионистического метода и подавал пример работы художника на пленэре (Базиль, Йонгкинд).
На выставку 1850 года в Гавре Эжен Буден отправил две картины. С 1859 года он был постоянным участником Парижского салона. С 1860 года художник жил в Онфлёре. Шарль Бодлер, проездом в Онфлёре, увидел картины Будена и побывал в его мастерской, о чём восторженно написал в своём обозрении «Салон 1859 года». В 1863 году Эжен Буден вместе с Эдуардом Мане, Огюстом Ренуаром, Фредериком Базилем, Альфредом Сислеем, Камилем Писсарро и Джеймсом Уистлером участвовал в Салоне отверженных в Париже.
В 1874 году Эжен Буден принял участие в Первой выставке импрессионистов. В 1881 году было организовано несколько выставок Будена в Бостоне и Париже.
В 1892 году Буден был награждён орденом Почётного легиона.
Признание к художнику пришло, когда он был уже смертельно болен. Буден скончался в Довиле 8 августа 1898 года.

## Творчество
Творчество Будена является связующим звеном между искусством его учителей — представителей барбизонской школы (Тройона, Милле, Коро и Теодора Руссо) и его последователей-импрессионистов. Поэтичные картины Эжена Будена, пронизанные влажным серебристым воздухом и скользящим мерцающим светом, оказали большое влияние на творчество многих французских импрессионистов. В 1860—1870-х годах он создал свои лучшие произведения: «Гавань и верфь в Трувиле», 1863, Национальная галерея искусства, Вашингтон; «Мол в Довилле», 1869; «Вид антверпенского порта», 1872; «Порт Бордо», 1874 (в Лувре, Париж). Своеобразны «пляжные картины» Будена с изображениями побережья Северного моря, отличительными чертами которых является приглушённая цветовая гамма и быстрый импульсивный мазок («Кринолины на пляже в Трувиле», 1869, частное собрание, Париж; «Женщина в белом на пляже в Трувиле», 1869, Музей изящных искусств, Гавр; «Побережье в Трувиле», 1871, Государственный музей изобразительных искусств имени А. С. Пушкина, Москва; «На побережье», начало 1890-х, Государственный Эрмитаж, Санкт-Петербург).

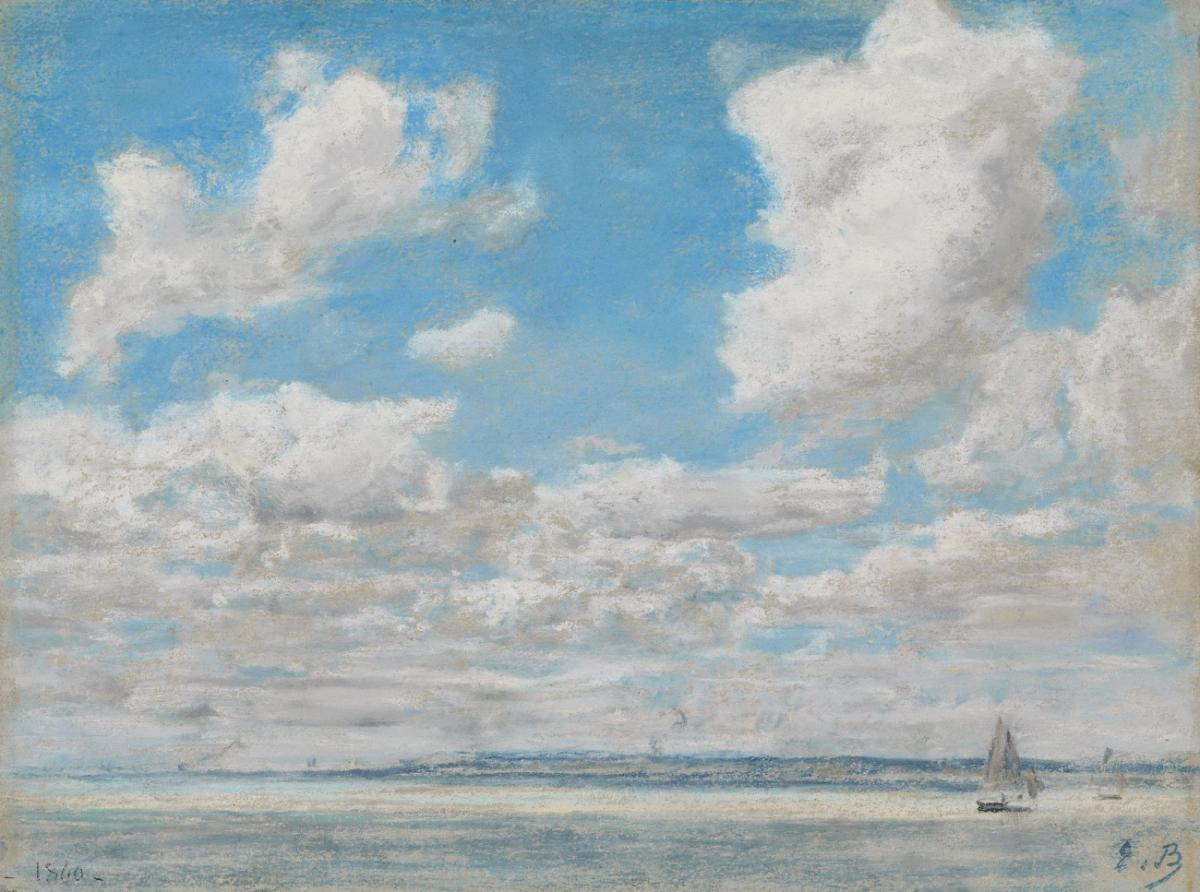
Морской пейзаж с высоким небом. 1860. Бумага, пастель. Художественный музей Кливленда, США
Побережье в Виллервиле. 1864. Холст, масло. Национальная галерея, Вашингтон
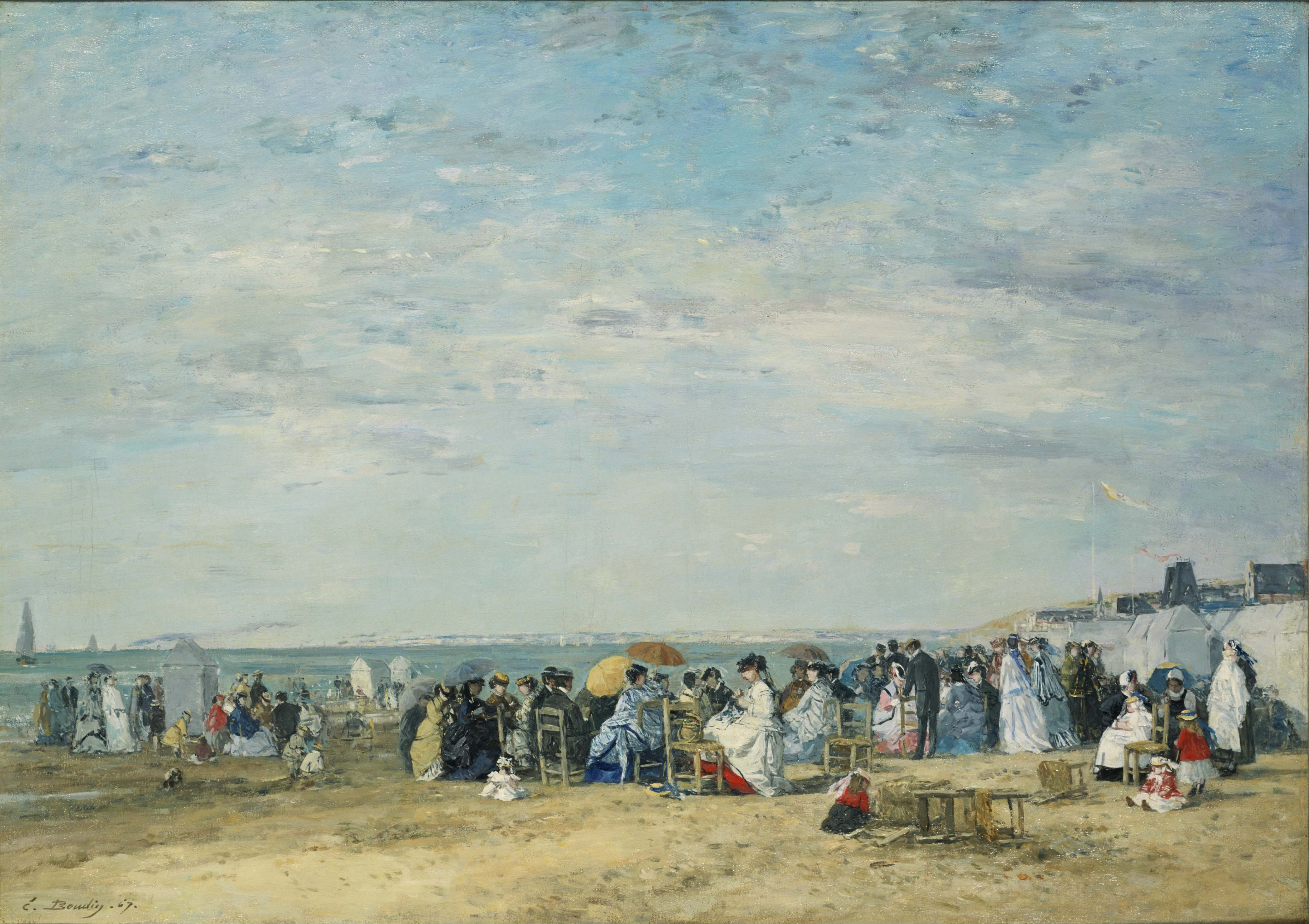
Побережье в Трувиле. 1867. Холст, масло. Национальный музей западного искусства, Токио
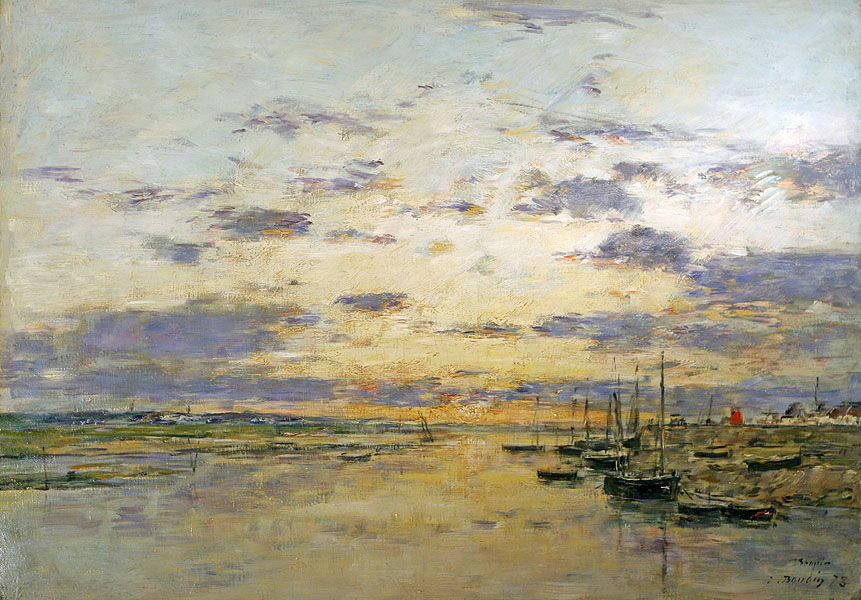
Заход солнца в Этапле. 1876. Холст, масло. Галерея Вальехо, Ньюпорт, Калифорния, США
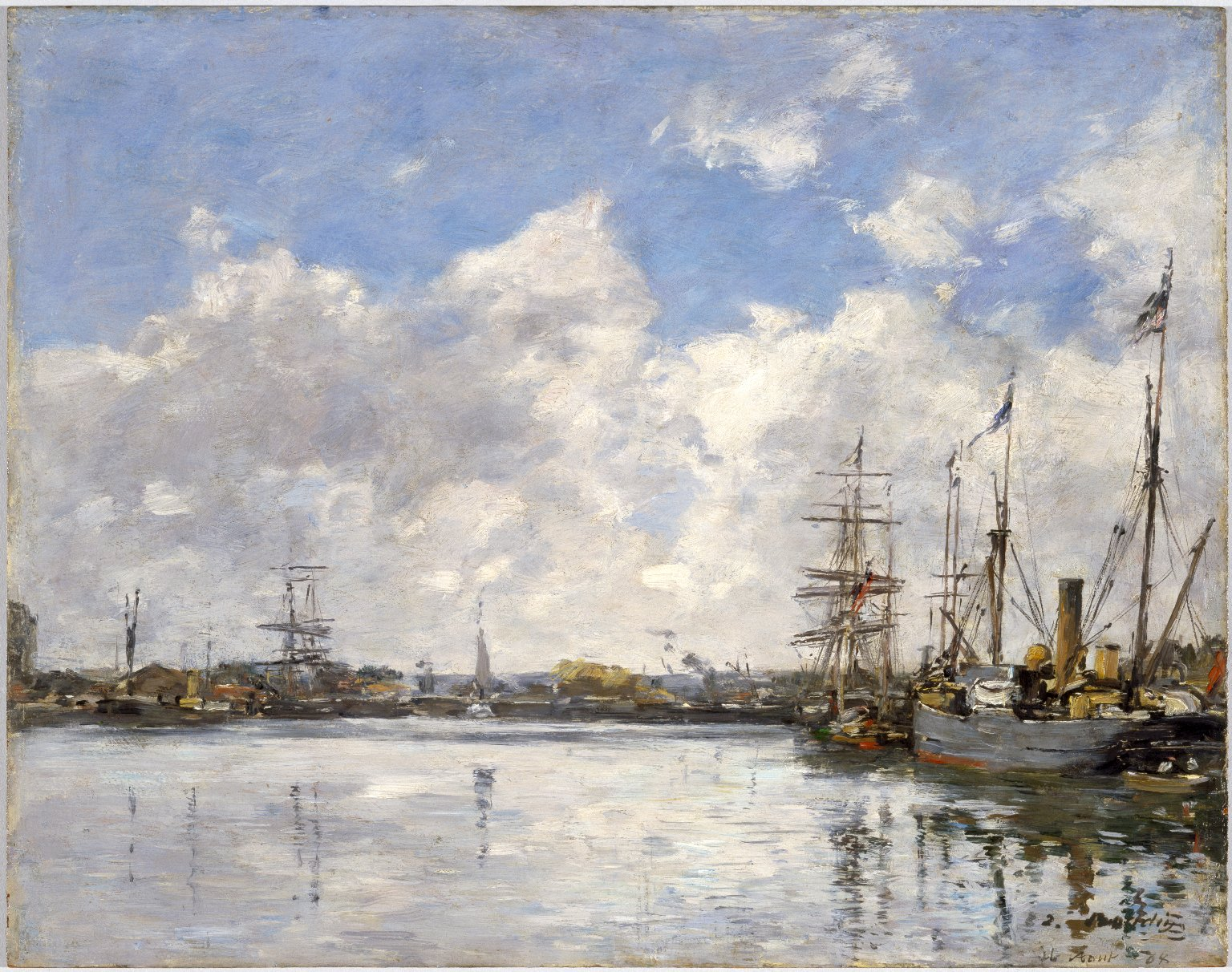
Гавр. Порт. 1884. Холст, масло. Бруклинский музей, Нью-Йорк
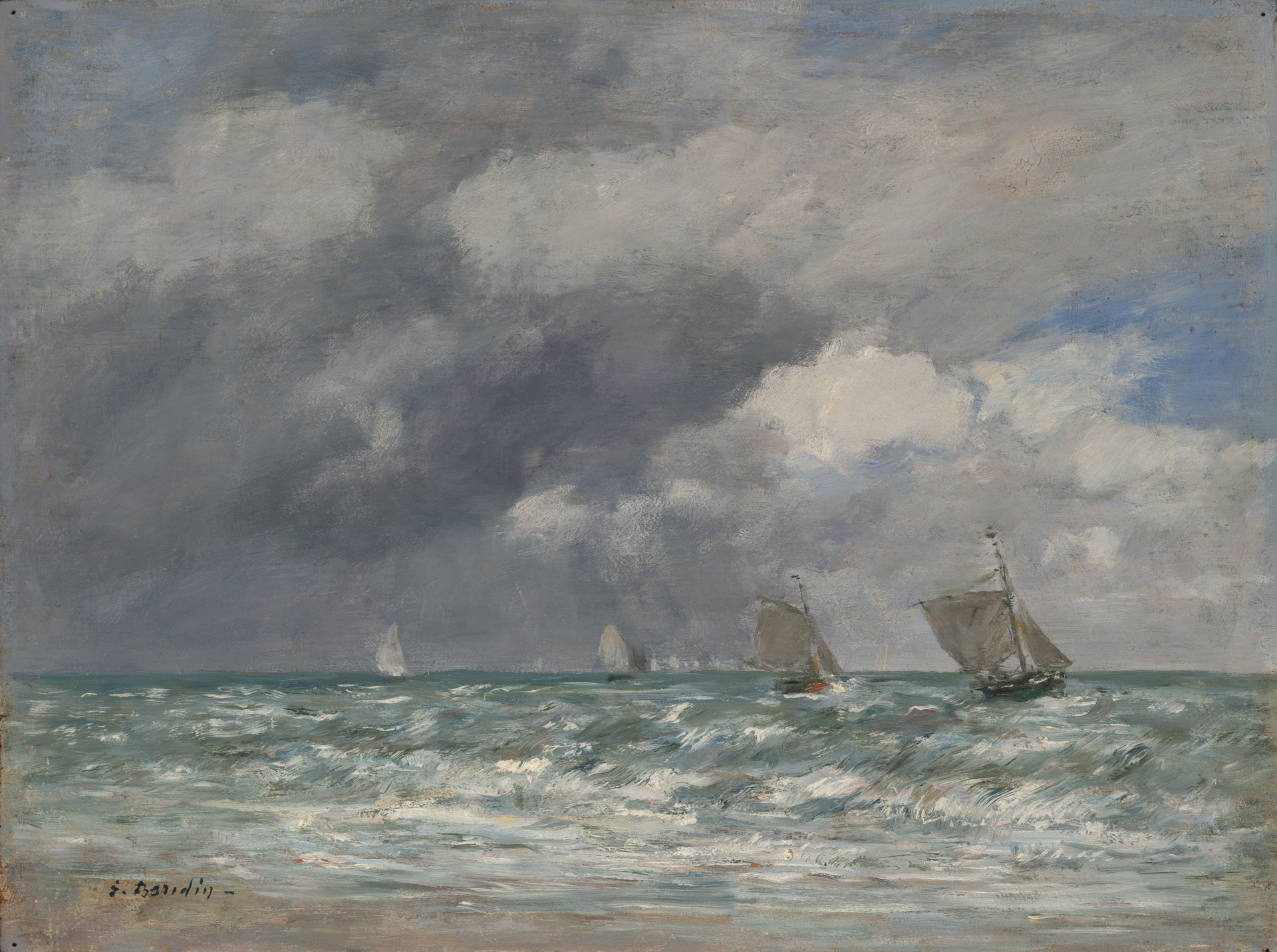
Парусники близ Трувиля. Ок. 1884. Дерево, масло. Художественная галерея Йельского университета, Нью-Хейвен, Коннектикут, США
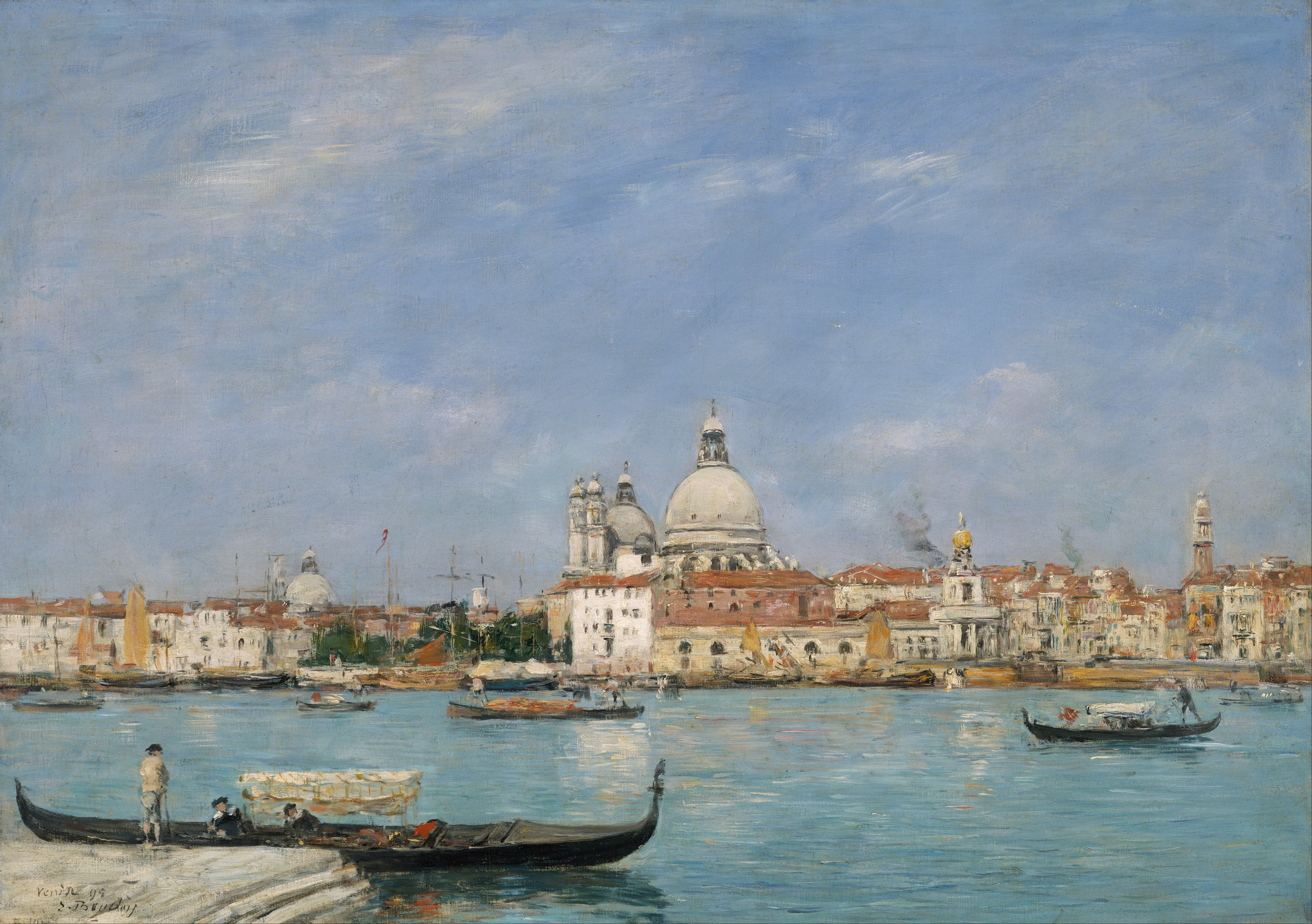
Венеция, Санта-Мария-делла-Салюте. 1895. Холст, масло. Музей изящных искусств Бостона, Массачусетс, США
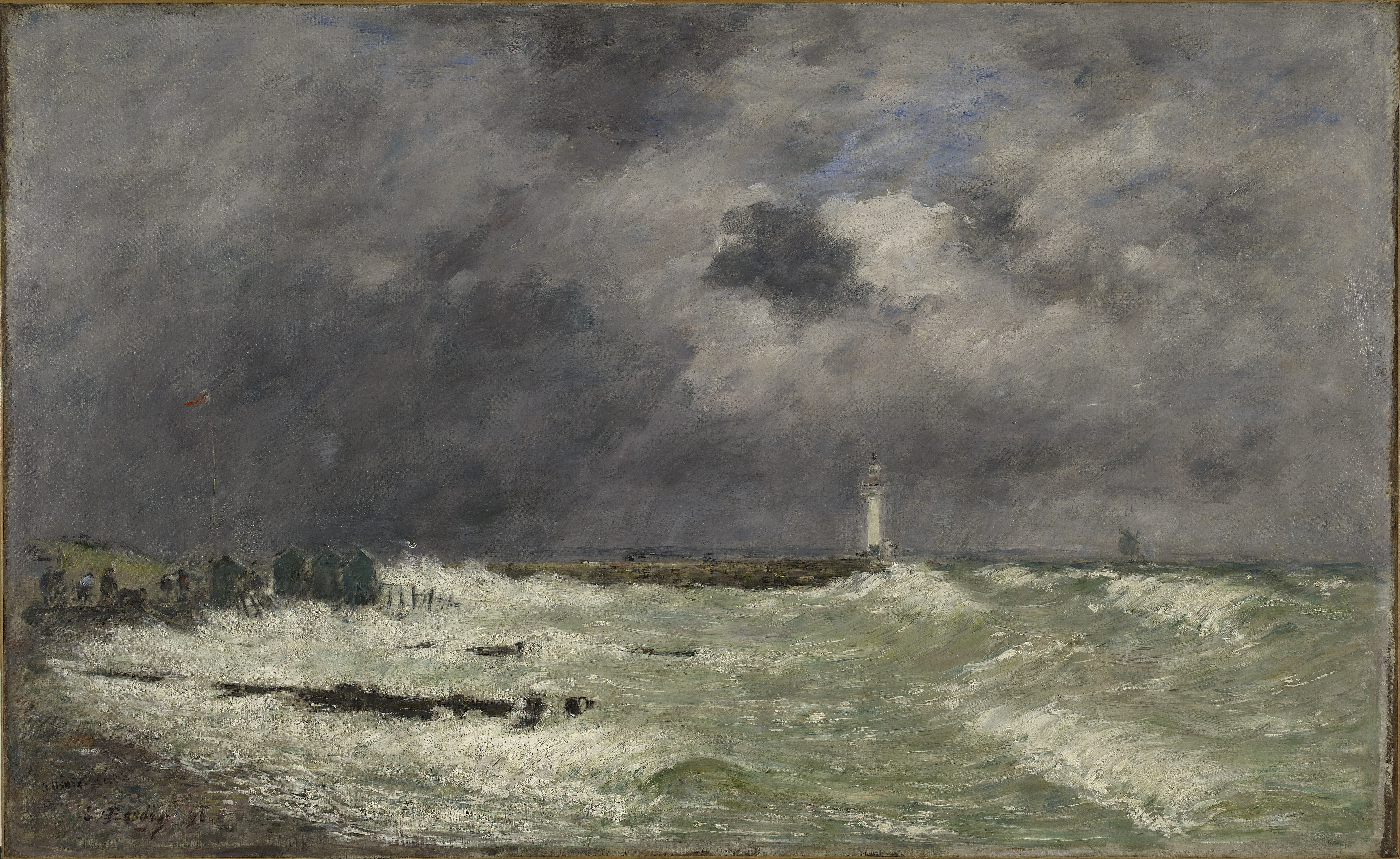
Порыв ветра близ Фраскати, Гавр. 1896. Холст, масло. Музей изящных искусств города Парижа